# Parque Nacional das Araucárias
O Parque Nacional das Araucárias é uma unidade de conservação brasileira de proteção integral à natureza situada nos municípios catarinenses de Passos Maia e Ponte Serrada. Seu principal objetivo é o de preservar os remanescentes de Floresta Ombrófila Mista da região, a fim de criar um condições para realização de pesquisas científicas e o desenvolvimento de atividades de educação ambiental, recreação em contato com a natureza e turismo ecológico.

## História
Foi criado em 19 de outubro de 2005 através de decreto da Presidência da República. Tem Plano de Manejo e Conselho Gestor criados respectivamente através das portarias nº 006, de 26 de janeiro de 2010, e nº 109, de 18 de outubro de 2010.

## Caracterização da área
A área do parque compreende 12,841 ha de florestas com araucárias. Estas, de estrutura bem conservada, possuem bosques ricos e diversificados sob as copas dos pinheiros, que dão forma contínua ao seu estrato superior. Junto às belas paisagens e rios do parque podem ser encontrados exemplares de árvores com troncos de mais de 3 metros de diâmetro.
A região é berço de rios e nascentes importantes, como o rio Chapecó, o rio Chapecózinho e seus afluentes, inclusive com nascentes dentro da área protegida, situada em uma das raras regiões com florestas e campos preservados no oeste catarinense.
Com pouca densidade habitacional, representa uma grande fonte hídrica para o oeste catarinense, para o abastecimento humano, indústrias e produção de energia elétrica, havendo, inclusive, obras em andamento para captação de água do rio Chapecózinho para abastecimento de cidades polos importantes para a região, Chapecó, Xanxerê e Xaxim.